# Inkpaduta
Inkpaduta est un chef de guerre santee du groupe des Wahpekutes.

## Biographie
Né dans le sud du Minnesota vers 1797 ou 1815 selon les sources,, il prend la tête de son groupe en 1854 après le meurtre de son frère Sintomniduta et de neuf membres de sa famille par Henry Lott, un marchand de whisky. En représailles, entre 35 et 40 colons sont tués par son groupe le 8 mars 1857 dans ce qui est aujourd'hui connu sous le nom de massacre de Spirit Lake (en). Contraint de s'enfuir dans le territoire du Dakota, il cherche alors refuge auprès des Lakotas.
Après la guerre des Sioux de 1862, le gouvernement des États-Unis lance une série d'expéditions punitives contre les Santees dans le territoire du Dakota. Inkpaduta joue alors un rôle majeur lors des batailles de Big Mound, de Whitestone Hill et de Kildeer Mountain. 
Dans la décennie qui suit, il s'allie aux Lakotas et participe notamment à la bataille de Little Bighorn en juin 1876. Il s'exile ensuite au Canada et s'installe dans la réserve indienne d'Oak Lake au Manitoba où il meurt en 1881 ou 1882,.